# NGC 2788A
NGC 2788A is een spiraalvormig sterrenstelsel in het sterrenbeeld Vliegende Vis. Het bevindt zich in de buurt van NGC 2788 en NGC 2788B.

## Synoniemen
- ESO 60-24
- IRAS09020-6801
- PGC 25400